# 苏黎世市政厅

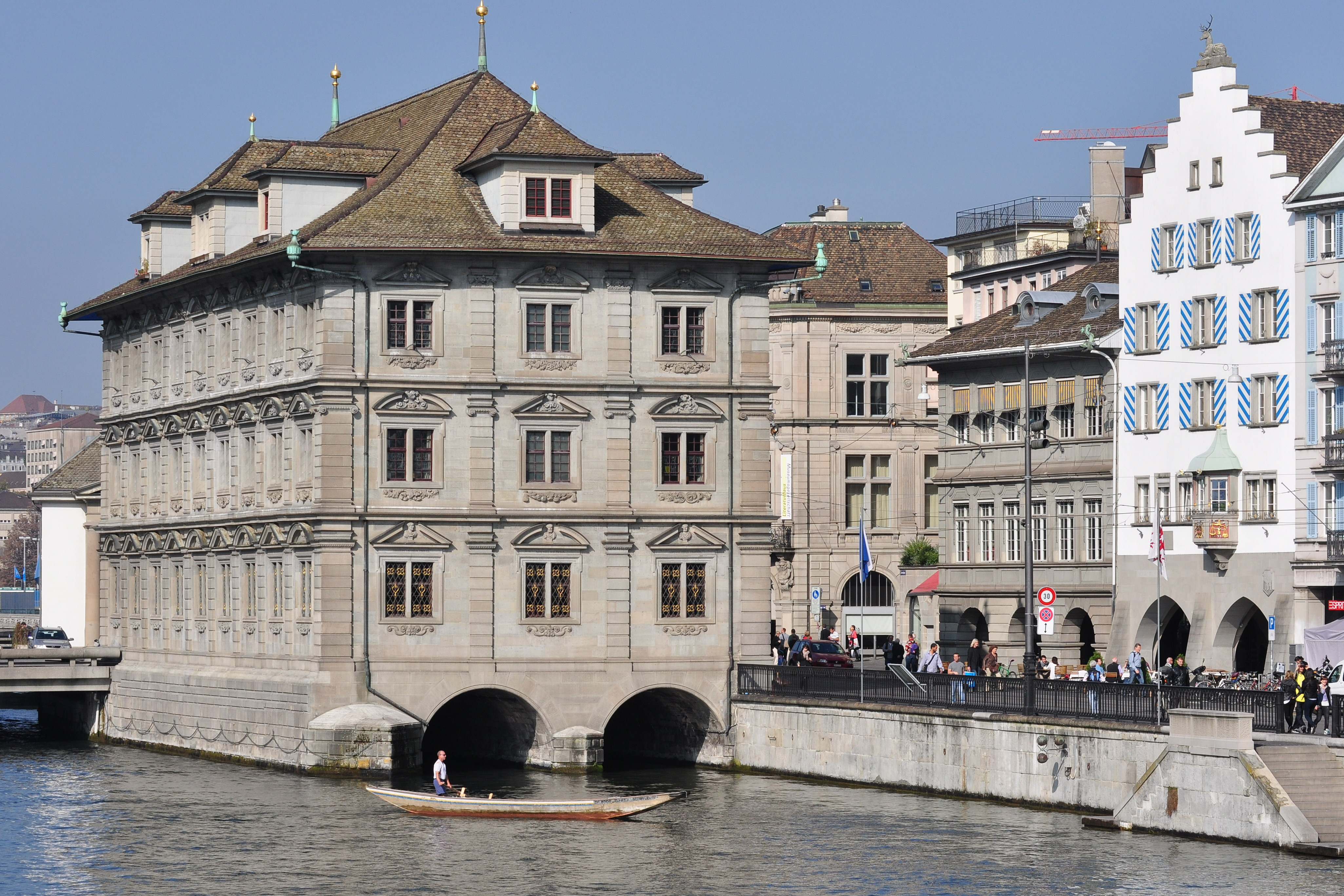

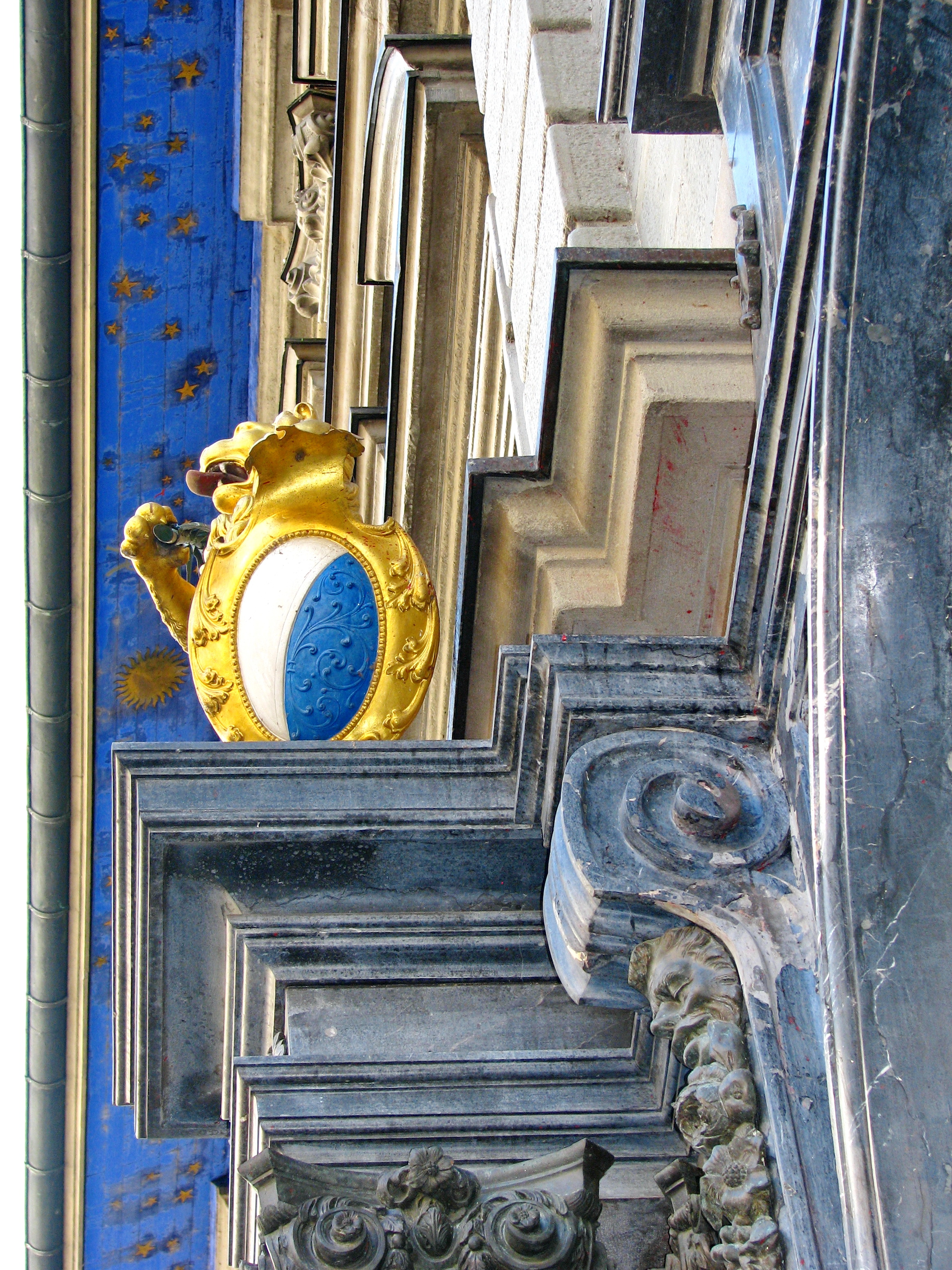

苏黎世市政厅是瑞士苏黎世的市政厅，建于1694-1698年。1798年以前是苏黎世共和国的政府驻地。1803年以后，属于苏黎世州所有，设有州议会和市议会。
苏黎世市政厅位于利马特河滨河路，临利马特河和市政厅桥。

## 参考

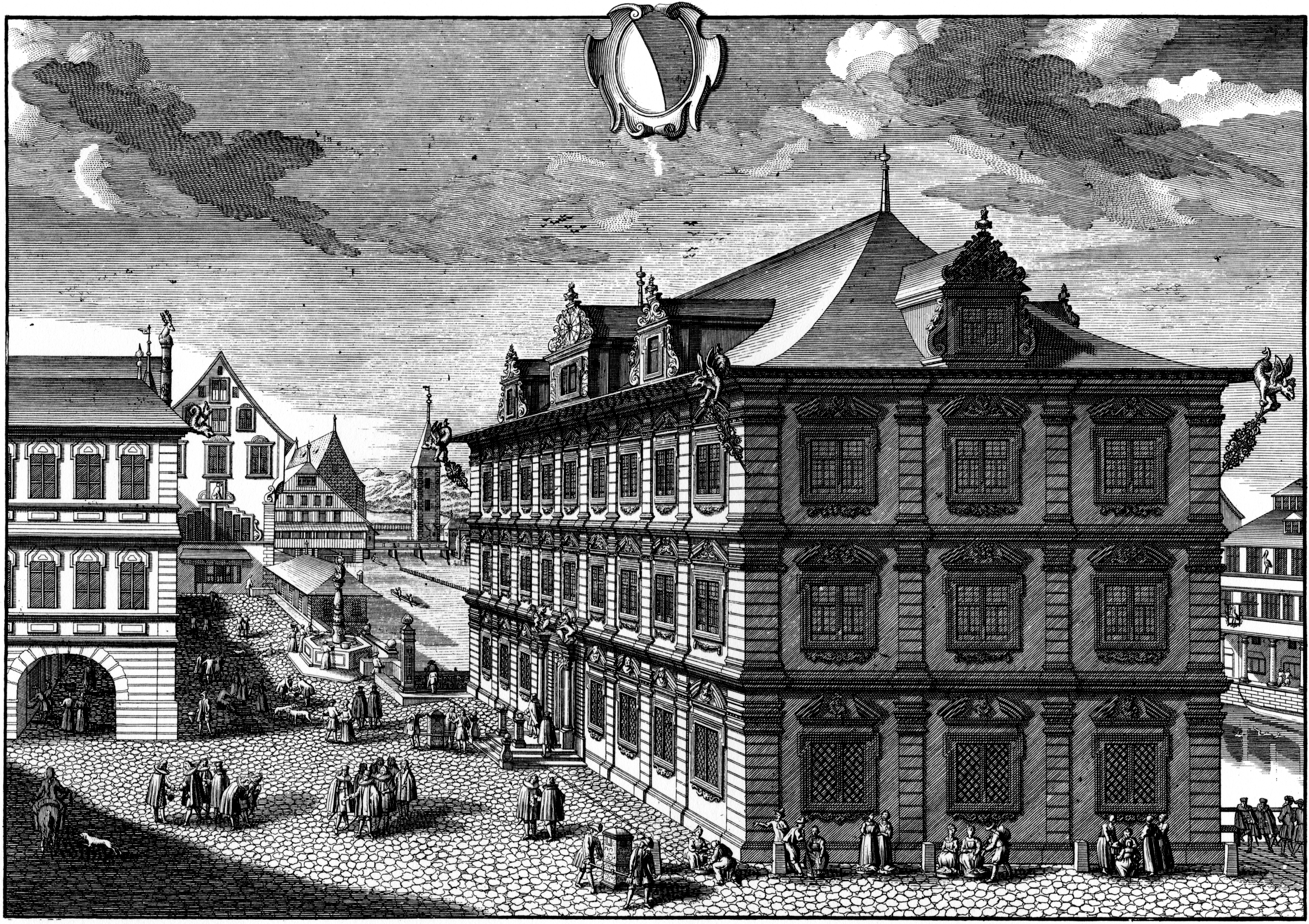
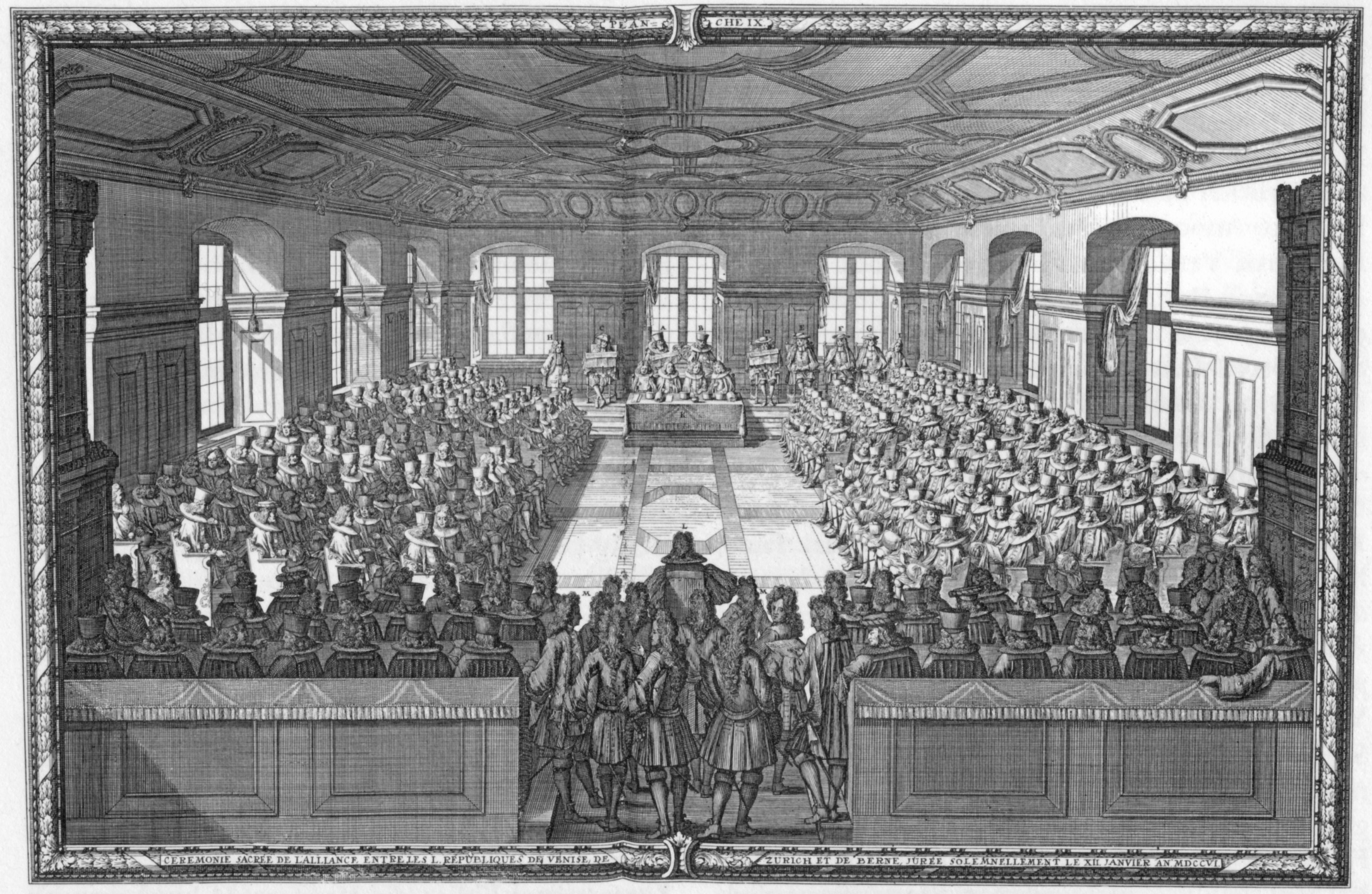
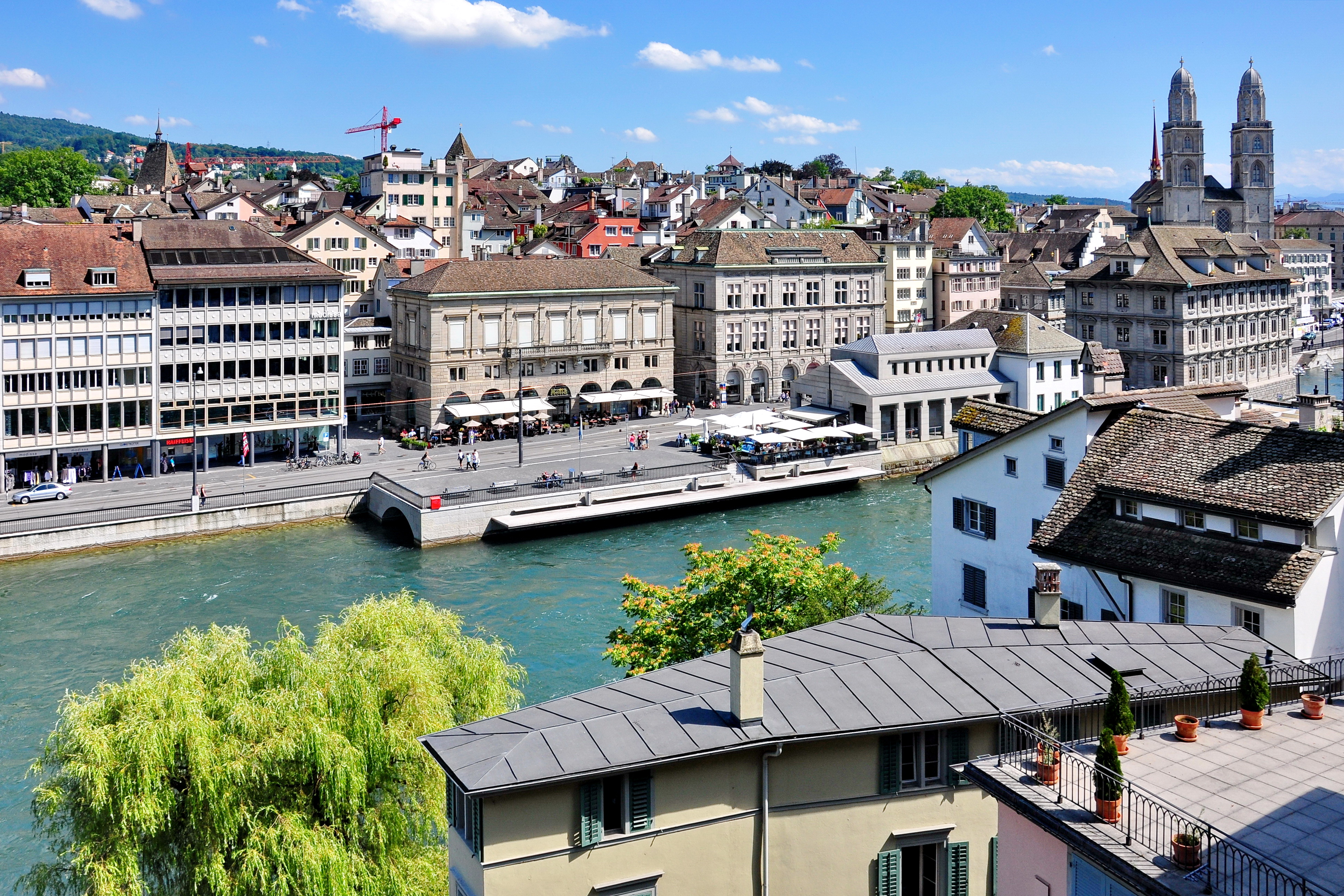
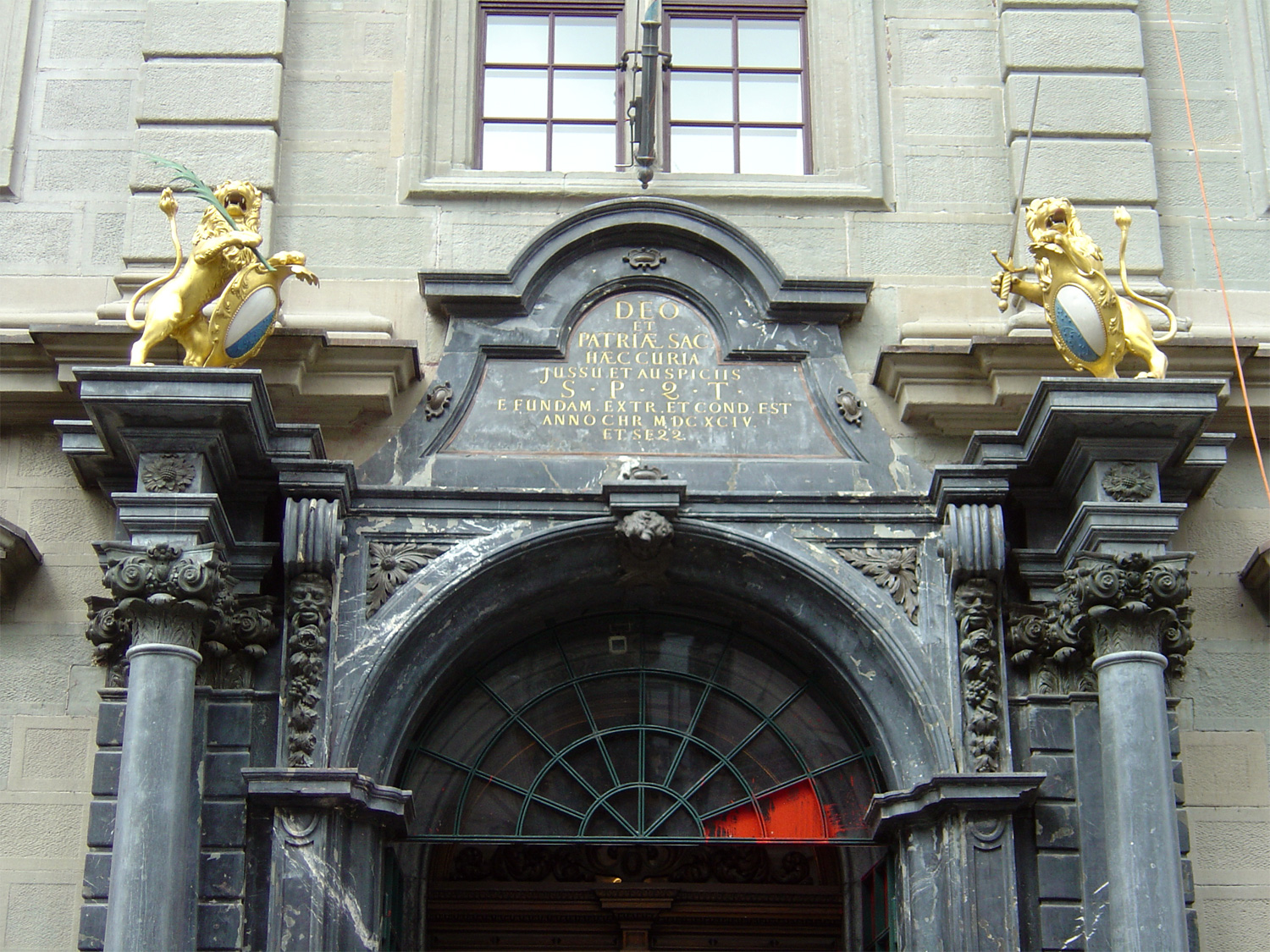